# Psychotria subintegra
Psychotria subintegra är en måreväxtart som först beskrevs av Robert Wight och George Arnott Walker Arnott, och fick sitt nu gällande namn av Joseph Dalton Hooker. Psychotria subintegra ingår i släktet Psychotria och familjen måreväxter. Inga underarter finns listade i Catalogue of Life.